# Ham Il-nyon
Ham Il-nyon (* 28. Juli 1952) ist ein ehemaliger nordkoreanischer Ruderer.

## Biografie
Ham Il-nyon startete bei den Olympischen Sommerspielen 1972 in München zusammen mit Kim Un-son, Kim Ki-tae und Hong Song-su in der Vierer-ohne-Steuermann-Regatta. Das Boot schied vorzeitig aus.